# 北陸鉄道南部支所
北陸鉄道南部支所（ほくりくてつどうなんぶししょ）は、石川県白山市安養寺町にある北陸鉄道の金沢営業所管理下の支所。
2006年（平成18年）4月29日までは南部営業所だった。車体の営業所記号は「南」、最寄り停留所は「南部車庫」である。

## 沿革
- 1996年3月31日：野々市営業所・加賀営業所を統合・移転し南部営業所として開設。
- 2006年4月29日：金沢営業所管理下の南部支所となる。

## 現行路線

### 光が丘住宅線
- 30：(県庁前→)金沢駅 - 香林坊 - 泉野三丁目 - 円光寺 - 大額二丁目 - 光が丘住宅／石川県立大学
- 30：金沢駅 - 香林坊 - 泉野三丁目 - 円光寺 - 金沢国際ホテル - 鶴寿園／南部車庫
- 07通勤快速：映寿会みらい病院←県庁前←金沢駅西口←香林坊←円光寺←大額二丁目←光が丘住宅（泉が丘 - 広小路間は泉一丁目のみ停車、平日のみ運行）（シティライナー）
- 通勤快速：金沢駅←香林坊←円光寺←大額二丁目←光が丘住宅（泉が丘 - 広小路間は泉一丁目のみ停車、リファーレ前は通過、平日のみ運行）
- 快速：金沢駅←香林坊←有松←寺地←大額二丁目←光が丘住宅（以前の急行で、大額二丁目 - 広小路間は高尾新町、窪南、伏見台、寺地、有松、泉二丁目のみ停車、リファーレ前は通過、平日のみ運行）
  - 通勤快速便は時刻表での表記は単に快速である。
  - 2021年4月1日の改正で額住宅線のうち泉野三丁目・光が丘経由の30番が「光が丘住宅線」として独立した。
  - 2022年4月1日の改正で大額二丁目から石川県立大学へ延長。旧富光寺系統の野々市スポーツランド前・中林が復活した[2]。

### 額住宅線
- 31：金沢駅 - 香林坊 - 有松 - 円光寺 - 額住宅駅／下森島
- 31：金沢大学附属病院←兼六園下・金沢城←香林坊←有松←円光寺←下森島（平日のみ運行）
  - 2021年4月1日の改正で泉野三丁目・光が丘経由の30番が「光が丘住宅線」として独立した。
  - 2022年4月1日の改正で下森島発着系統が下新庄経由から野々市市役所経由に変更。これにより額住宅駅を通らなくなった[2]。

### 四十万線
- 33：金沢駅 - 香林坊 - 有松 - 寺地 - 金沢工業大学 - 四十万 - 南部車庫 - 山島台四丁目 - 川北温泉
- 33：金沢駅 - 香林坊 - 有松 - 寺地 - 金沢工業大学 - 鶴寿園／南ヶ丘病院
- ←無番／33→：金沢星稜大学・高校 - 彦三 - 香林坊 - 有松 - 寺地 - 金沢工業大学 - 四十万 - 南部車庫（平日・土曜のみ運行）
  - 四十万金石線として結節路線となる前の区間のみを運行する路線である。金沢駅～南部車庫の一部便は北鉄白山バスも担当している。

### 四十万金石線
- ←60／33→：金石 - 中橋 - 香林坊 - 有松 - 寺地 - 金沢工業大学 - 四十万 - 南部車庫
- 60：金石←県庁前←金沢駅西口←香林坊←有松←寺地←金沢工業大学←四十万←南部車庫（平日のみ運行）
- 60：金石 - 中橋 - 香林坊 - 兼六園下・金沢城
- 快速：金石→藤江→中橋→香林坊→兼六園下・金沢城→如来寺前（畝田 - 中橋間は藤江、中央市場口のみ停車、石引町は通過、平日のみ運行）
- 金石→藤江→中橋→彦三→金沢星稜大学・高校（土曜のみ運行、平日は畝田住宅線として運行）
  - 1998年3月15日に33四十万線（武蔵ヶ辻 - 南部車庫）と60金石線（金石 - 香林坊）の結節路線として設定された。
  - 2023年4月1日：本路線と四十万線との輻輳を解消するため、本路線の大半の便を野町駅発着に短縮した上で金石線へ変更[3]。同時に南部車庫 - 山島台四丁目間を本路線としては短縮（四十万線は引き続き運行）。

### 三馬線
- 34：金沢駅 - 香林坊 - 有松 - 久安五丁目 - 高尾／金沢工業大学
  - 2021年4月のダイヤ改正で、三馬大野線のうち金沢駅発着の34番を分離した路線である。三馬線の名称は三馬大野線として結節路線となる前に同区間を走行する路線の名称として使用されていたものである。

### 三馬大野線
- ←60／34→：金石 - 中橋 - 香林坊 - 有松 - 久安五丁目 - 高尾／金沢工業大学
- ←61／34→：大野 - 金石 - 中橋 - 香林坊 - 有松 - 久安五丁目 - 高尾／金沢工業大学
- ←63／34→：大野港 - 金石 - 中橋 - 香林坊 - 有松 - 久安五丁目 - 高尾／金沢工業大学
- 快速：大野→金石→中橋→香林坊→兼六園下・金沢城→金沢大学附属病院（畝田 - 中橋間は藤江、中央市場口のみ停車、平日のみ運行）
- 快速：金石→中橋→香林坊→二水高校前→金大附属学校自衛隊前（片町 - 金大附属学校自衛隊前間は市総合体育館前、二水高校前のみ停車、平日のみ運行）
- 大野→金石→中橋→香林坊→有松→二水高校前→金大附属学校自衛隊前（平日のみ運行）
  - 1999年3月14日に34三馬線（武蔵ヶ辻 - 高尾・野々市車庫）と61大野線（大野 - 兼六園下）、63大野港線（からくり記念館 - 兼六園下）の結節路線として設定された。

### 野々市円光寺線
- 39：金沢駅 - 香林坊 - 泉野三丁目 - 円光寺 - 金沢工業大学 - 太平寺（フォルテ前）／南ヶ丘病院
  - 2021年4月のダイヤ改正で新設された。太平寺バス停は他路線と位置が異なるため路線図や方向幕では（フォルテ前）と注記される。
  - 2022年4月1日のダイヤ改正で南ヶ丘病院まで延伸[2]。

### 松任線
- 40：金沢駅 - 香林坊 - 有松 - 野々市中央 - 稲荷 - 松任 - 白山市役所前／金城大学
  - 2016年4月1日の改正で休日が、2021年4月1日の改正で平日も朝晩のみの運行となった。

### 千代野線
- 41：金沢駅 - 香林坊 - 有松 - 野々市中央 - 稲荷 - 松任 - 南松任 - 千代野ニュータウン
- 49：金沢駅 - 香林坊 - 泉野三丁目 - 円光寺 - 金沢工業大学 - 稲荷 - 松任 - 相木町 - 千代野ニュータウン（平日・土曜のみ運行）
- 金沢星稜大学・高校←彦三←香林坊←有松←野々市中央←稲荷←松任←千代野ニュータウン（平日のみ運行）
  - 2021年4月のダイヤ改正で円光寺経由の49番が新設された。

## 廃止路線

### 工業大学線
- 32：金沢駅 - 香林坊 - 有松 - 円光寺 - 金沢工業大学
  - かつては35番（金沢駅 - 香林坊 - 有松 - 久安大橋 - 金沢工業大学）が存在し「金沢駅･工大線」と表記されたこともあったが、2020年4月1日改正で大幅に減便され片道１本のみとなり、2021年3月31日を以って廃止された。
  - 2021年4月のダイヤ改正で「円光寺線」から「工業大学線」に改称された。
  - 2023年4月1日：廃止。幕番32は柳橋円光寺線等が引き続き使用する。

## 車両
前身の野々市営業所では三菱ふそう車、加賀営業所（その前身の寺井営業所からも含めて）では日野車が主体だったので、1996年の南部営業所発足時点から三菱ふそう車・日野車が混在していた。また2005年のフルサイズ大型車の導入復活以降は、前述の2社に加えて、日産ディーゼル（後にUDトラックス）・スペースランナーRA系も併せて導入されていた。